# Тоде Кашиковић
Тоде Кашиковић српски народни добротвор, трговац, спада у ријетке Србе који су се посебно истакли у свом животном вијеку. Био је скроман и повучен човјек који је водио рачуна о својим пословима, а такође и народни добротвор.

## Биографија
Рођен је у мјесту Биову у Херцеговини 1835. године. Тоде је још у младим данима напустио своје родно мјесто. У траинаестој години он одлази код свог рођака Гавре Глишића, трговца по занимању, и ради у његовој радњи. Показао се као добар радник и показао вољу за радом. То се домаћину, Глишићу, допало те га шаље на своје имање у Земуник, недалеко од Задра, да њима управља и руководи. Тода су карактерисали ведрина, вјештост и окретност што је и доказао тако што је унаприједио повјерено имање и то у року од пет година, које је провео на том имању. Због те чињенице , Тоде, се чак и послије смрти Глишића, задржао у кући и водио трговину покојног Глишића. Син Гавре Глишића, Јово, човјек виђен и научит, повјерава му послове у трговини у потпуности, коју је водио до 1895. године. Трговачки свијет у Задру и околини, па и шире, имао је увјерење да је у сваком погледу, добар узор човјека, узор доброг трговца и доброг србина. 
Тоде је тај узор био и за вријеме свог живота и смрти. Није било цркве у околини, није било школе, није било сиромаха коме Тоде није помогао и изашао у сусрет. У сваком друштву у Задру, у сваком предузећу он је био виђен члан и помагач. Увијек је посјећивао добротворне, хумане, просвјетне, културхе и црквене догађаје. Своје приходе дјелио је са народом и установама. Стога га је цијели Задар, младо и старо, богато и сирото, поштовао и поздрављао.
Непосредно пред смрт даровао је сву ближњу и даљу родбину, тако да су сви били збринути, у оној мјери која је њихова ситуација захтјевала. Такође је поред родбине даровао и народ, и то тако што је оставио: 80.000 круна у фонд за образовање и школовање српске омладине, 10.000 круна православној цркви Св. Илије у Задру, 2.000 круна за свој помен, 4.000 круна православној цркви у Требињу, 2.000 круна у легат манастиру Дужи у Херцеговини, 1.000 круна у цркви Св. Пантелејмона у Херцеговини, 300 круна јавној задарској добротворној задрузи, 600 круна српској женској задрузи и српском привреднику у Задру, 200 круна српском сиротишту у Дубровнику и пјевачком друштву "Бранко" и 500 круна православној цркви у Спљету. Највише је дао своме народу и то 230.000 круна.